# Gabriel Torres (futebolista)
Gabriel Arturo Torres Tejada (Cidade do Panamá, 31 de outubro de 1988) é um futebolista panamenho que atua como centroavante. Atualmente defende o Tauro do Panamá.

## Carreira
Gabriel Torres fez parte do elenco da Seleção Panamenha de Futebol da Copa América de 2016.